# William Laurence Brown

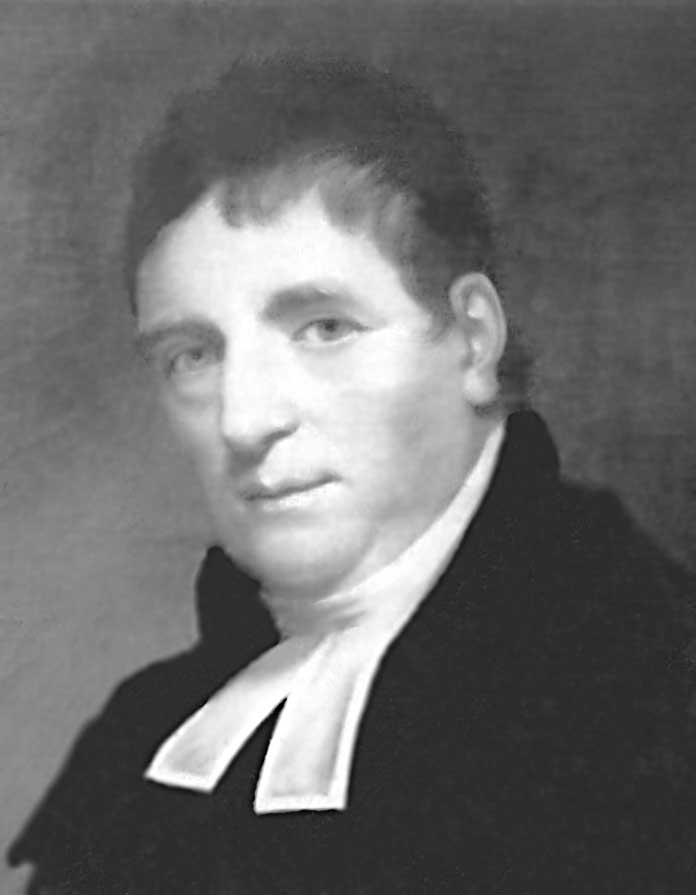
William Laurence Brown

William Laurence Brown (* 7. Januar 1755 in Utrecht; † 11. Mai 1830 in Aberdeen) war ein schottischer evangelischer Theologe und Moralphilosoph.

## Leben
Der Sohn des Predigers der englischen Gemeinde in Utrecht William Brown (* 1719; † 10. Januar 1791) und dessen Frau Janet Ogilvy (* 11. Mai 1724, † Mai 1813) zog 1757 mit seiner Familie nach Schottland, wo sein Vater Professor für Kirchengeschichte in St. Andrews wurde. Nach einer gymnasialen Grundbildung in St. Andrews bezog er als Zwölfjähriger die University of St Andrews, wo er sich dem Studium der klassischen Literatur, Logik und Ethik widmete. Nach fünf Jahren erwarb er den akademischen Grad eines Masters und widmete sich im Anschluss dem Studium der Theologie. 1774 besuchte er zu diesem Zweck die Universität Utrecht, wo er zudem die Vorlesungen zum bürgerlichen Recht verfolgte. Nach dem Tod seines Onkels Robert Brown bat die englische Gemeinde darum, dass er dessen Aufgabe übernehmen solle. 
Hierzu kehrte er nach Schottland zurück, wo er die Zulassung und Ordinierung in St. Andrews erhielt und im März 1778 Pfarrer der englischen Gemeinde in Utrecht wurde. Während seiner Utrechter Pfarrzeit unternahm er Ausflüge nach Deutschland, in die Schweiz und nach Frankreich, um sein Wissen zu erweitern. Nachdem er sich an wissenschaftlichen Preisausschreiben erfolgreich beteiligt hatte, erhielt er 1784 von der University of St Andrews den theologischen Doktorgrad. Als Anhänger des Hauses Oranien Nassau musste er während des Patriotenschwindels von 1786/87 manche Anfeindungen erfahren. Als die Preußen in die Batavische Republik einmarschiert waren, wendete sich für ihn das Blatt zum Positiven. 
Am 24. Dezember 1787 beriefen ihn die Kuratoren der Utrechter Hochschule zum Professor der Kirchengeschichte und Ethik. Diese Aufgabe übernahm am 14. Februar 1789 mit der Rede de Religionis et Philosophise Societate et Concordia maxime salutari (Utrecht 1788). Nachdem er sich auch an den organisatorischen Aufgaben der Utrechter Hochschule 1789/90 als Rektor der Alma Mater beteiligt hatte, übertrug man ihm zudem am 29. März 1790 die Professur des Naturrechts, welche Tätigkeit er mit der Rede de imaginatione in vitae institutione regundae (Utrecht 1790) antrat. Als 1795 französische Truppen in die Batavische Republik einmarschierten, musste er nach England flüchten. Nach einer stürmischen Überfahrt kam er gemeinsam mit seinen fünf Kindern und seiner Frau zunächst in London unter. 
Da George Campbell (1719–1796) beabsichtigte, in Ruhestand zu treten, suchte man einen geeigneten Nachfolger für den Lehrstuhl der Theologie an der University of Aberdeen. Auf Fürsprache des einstigen britischen Botschafters in den Niederlanden fand man diesen in Brown. Nachdem er im Sommer 1795 den Lehrstuhl übernommen hatte, wurde er fünf Monate später Rektor der Einrichtung. 1800 ernannte man ihn zum Prediger des Königs in Schottland und 1804 wurde er Dekan der Chapel Royal. Im selben Jahr wurde er auch Dekan des Distelordens. Der konservative Theologe trat auch als Dichter in Erscheinung.

## Familie
Brown hatte sich am 28. Mai 1786 in Utrecht mit seiner Cousine Anne Elizabeth Brown (* 11. Juni 1764, † 2. September 1842), die Tochter des Pfarrers der englischen Gemeinde in Utrecht Robert Brown (* 9. Dezember 1728, † 5. Januar 1777) und dessen Frau Catherine Kinloch, verheiratet. Aus der Ehe stammen fünf Söhne und vier Töchter. Bekannt sind:
- William Robert Brown (* 13. April 1787, † 1859, Portsmouth, Hampshire, England)
- Laurence George Brown (* 23. Juli 1788)
- Catherine Mary Ann Brown (* 23. Mai 1790)
- Joanna Elizabeth Brown (* 1. Mai 1791)
- Robert James Brown (* 23. Dezember 1792 in Utrecht, † 7. Dezember 1872)
- Ann Elizabeth Brown (* 2. Februar 1795, † 19. November 1847)
- John Moore Brown (* 3. November 1797) * Helen Jane Brown (3. November 1797, † 1. Oktober 1848)
- Dr. George Gilbert Brown (* 9. Februar 1800, † 24. März 1873)

## Werke (Auswahl)
- Leerredenen over de teekenen des tijds. Utrecht, 1793
- Essay on Scepticism. London, 1788.
- Essay on the Natural Equality of Men. Edinburgh 1703. 2. Aufl. London, 1794
- Funeral Sermon on the Death of Dr. Campbell. Aberdeen. 1796
- The Influence of Religion on National Prosperity, a sermon preached on a Fast day. Aberdeen, 1796
- The Proper Method of Defending Religions Truth in times of Infidelity. A Synod sermon. Aberdeen, 1797
- Substance of a speech delivered in the General Assembly of the Church of Scotland, on Wednesday 28th May 1800, on the question respecting the settlement at Kingsbarns of the Rev. Dr. Robert Arnot, Professor of Divinity in St. Mary's College, St. Andrews. Aberdeen, 1800.
- Volume of Sermons. Edinburgh, 1803,
- Philemon, or the Progress of Virtue, a poem. Edinburgh, 1809, 2 Bde.
- An Examination of the Causes and Condnct of the present War with France, and of the most effectual means of obtaining Peace. London, 1798, (anonym veröffentlicht)
- Letters to the Rev. for. George Hill, Principal of St. Mary's College, St. Andrews. Aberdeen, 1801,
- Remarks on Certain Passages of an Examination of Mr. Dugald Stewart's Pamphlet, on the election of a Mathematical Professor in the University of Edinburgh. Aberdeen, 1806,
- A Sermon on the Jubilee. Aberdeen, 1810,
- Essay on the Existence of a Supreme Being possessed of Infinite Wisdom, Power, and Goodness, containing also the Refutation of the Objections urged against his Wisdom and Goodness. Aberdeen, 1816, 2 Bde.